# HD 59984
HD 59984，又名BD-08 1964，SAO 134806、HR 2883，是一颗恒星，视星等为5.9，位于銀經225.5，銀緯4.87，其B1900.0坐标为赤經7h 27m 18.1s，赤緯-8° 4.87′ 51″。